# 黑克林根
黑克林根（德語：Hecklingen，發音：[ˈhɛklɪŋən] ⓘ）是德国萨克森-安哈尔特州萨尔茨兰县的城市，面积95.34平方千米，2023年12月31日人口为6,735人。